# Veurey-Voroize
Veurey-Voroize est une commune française située dans le département de l'Isère, en région Auvergne-Rhône-Alpes, correspondant à l'ancienne province du Dauphiné. Veurey-Voroize est également une des 49 communes adhérentes de la métropole Grenoble-Alpes Métropole.
Géographiquement, le territoire de la commune de Veurey-Voroize est bordée par l'Isère sur sa limite orientale et par le massif du Vercors dans sa partie occidentale. Bien que située dans l'aire urbaine de Grenoble, une grande partie du territoire de la commune est d'ailleurs située en zone de montagne.
À la suite d'un nouveau découpage territorial mise en application à l'occasion des élections départementales de 2015, le territoire de la commune se situe désormais sur le territoire du canton de Fontaine-Vercors.
Ses habitants sont dénommés les Veurois.

## Géographie

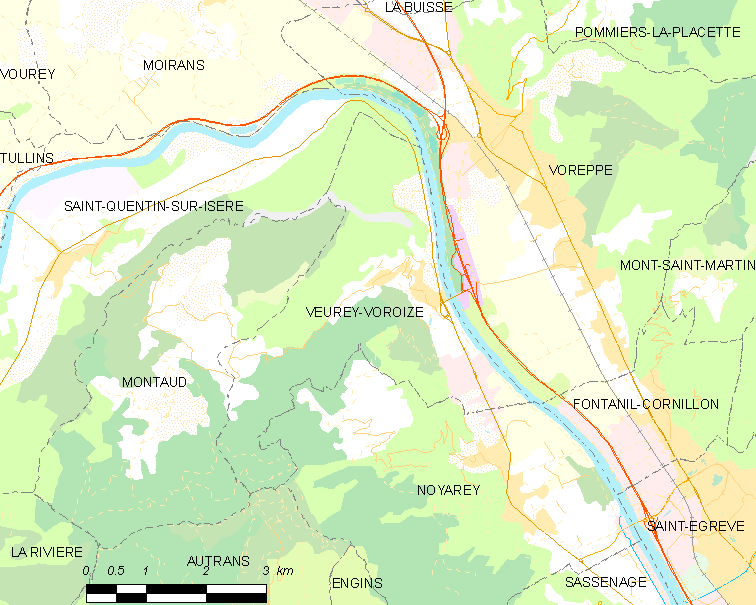
Plan de la commune de Veurey-Voroize.

### Situation et description

#### Situation
Situé en partie sur les premiers contreforts des falaises du massif du Vercors, mais également dans la vallée de l'Isère, sur la rive gauche de cette rivière, le territoire communal se positionne au nord-ouest de Grenoble et au sud-est de Voiron. le territoire de Veurey-Voroize est partiellement intégrée au parc Naturel Régional du Vercors depuis 2008.
La commune se situe à 15 km au nord-ouest de Grenoble, préfecture du département de l'Isère, à 93 km au sud-est de Lyon, préfecture de la région Auvergne-Rhône-Alpes, à 297 km de Marseille et à 563 km de Paris.

#### Description
Le village possède encore au début du XXIe siècle une assez forte connotation rurale même si celui-ci a connu un triplement de sa population depuis le début des années 1960.
Selon Patrick-Olivier Eliott, auteur du livre Vercors-Safari Patrimoine édité en 2010, le bourg central semble « être un doux labyrinthe aux ruelles étroites ». La plus grande partie du village est, en effet, nichée sur une petite élévation au pied de la montagne de la Cuche, sommet de la bordure septentrionale du massif du Vercors et entaillée par le cours d'un torrent, la Voroize qui traverse son bourg central. Cette commune présente donc, au niveau de son bourg central et de quelques hameaux (notamment le quartier dénommé les Jayères), d'importantes dénivellations.
Quelques îlots d'habitations plus récentes, composées de petites villas et d'immeubles de type résidentiel se situent en contrebas (tel que le quartier dénommé Les Cordées), au niveau d'une vallée de l'Isère relativement resserrée, au débouché d'un défilé répertorié par les géographes sous le nom de cluse de Voreppe, marqué dans sa partie méridionale par le bec de l'Échaillon, en partie situé sur le territoire de Veurey-Voroize.

### Communes limitrophes
| Montaud / Saint-Quentin-sur-Isère | Saint-Quentin-sur-Isère | Voreppe                       |
| Montaud                           | Veurey-Voroize          | Voreppe                       |
| Autrans-Méaudre en Vercors        | Noyarey                 | Voreppe Le Fontanil-Cornillon |

Voici ci-dessous une carte représentant le découpage territorial des communes limitrophes :

### Géologie et relief

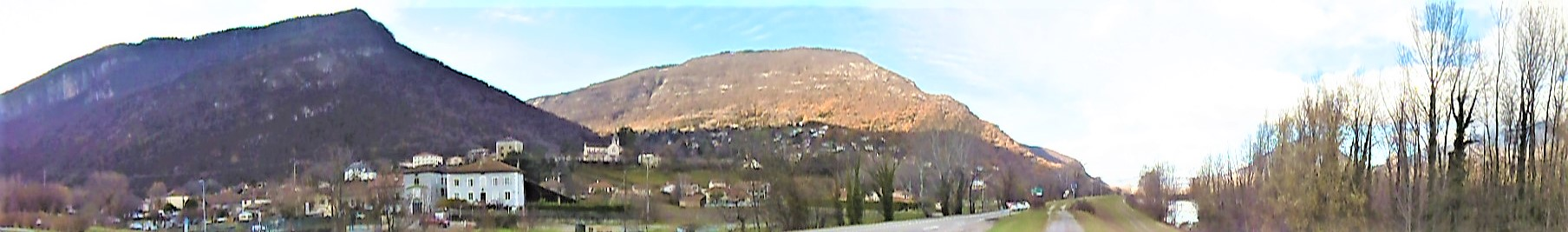
Panorama de Veurey-Voroize depuis le pont sur l'Isère en décembre 2020

Le « calcaire à polypiers de l'ancienne carrière du Bec de l'Échaillon », est un site géologique remarquable de 3,12 hectares qui se trouve sur les communes de Veurey-Voroize et Saint-Quentin-sur-Isère. Ce site d'intérêt sédimentologique est classé « deux étoiles » à l'« Inventaire du patrimoine géologique » en 2014.

### Hydrographie

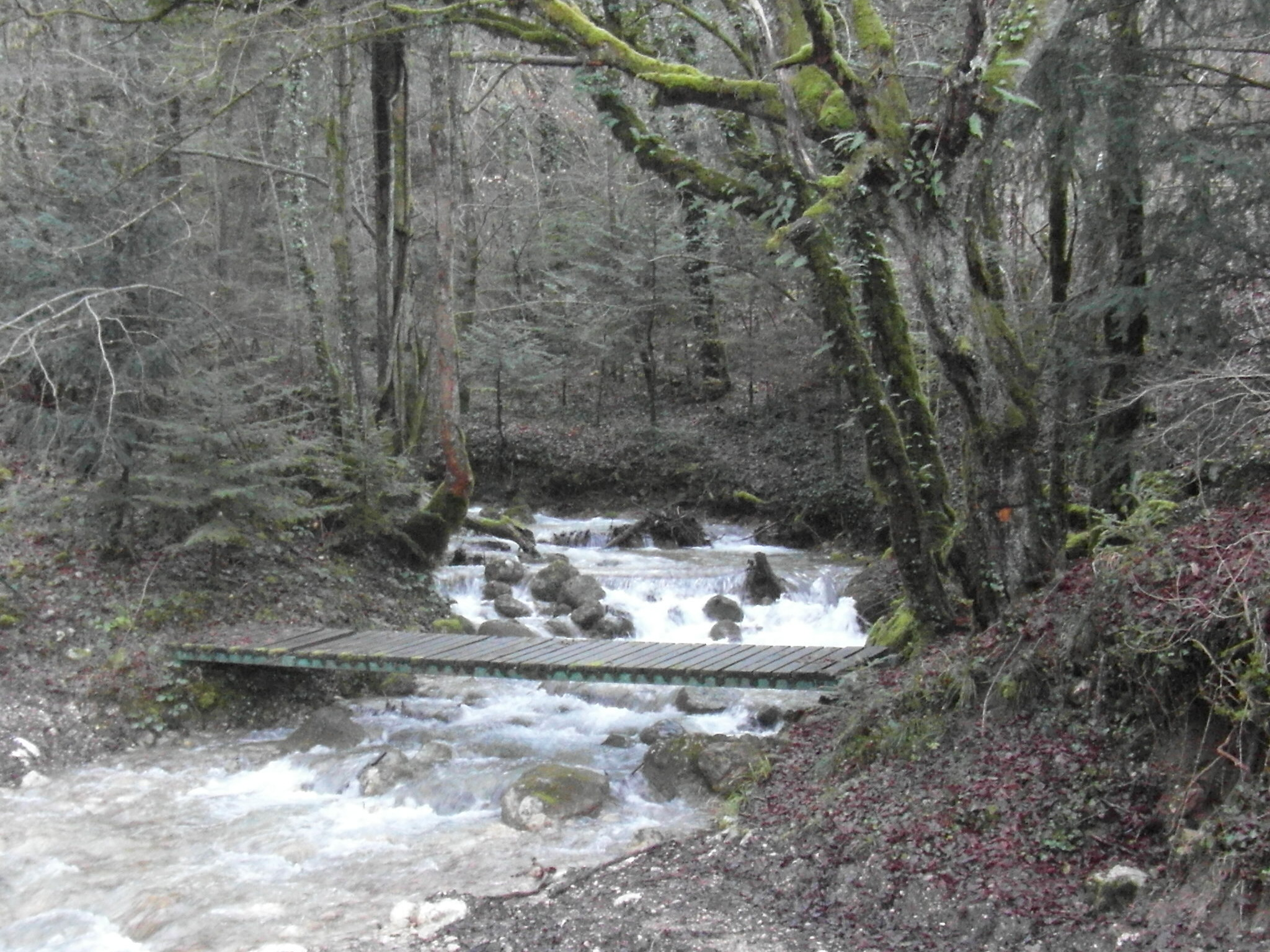
Le torrent de la Voroize

Le territoire communal est sillonné de plusieurs cours d'eau : une rivière et quelques ruisseaux dont on peut découvrir la liste, ci-dessous :
- L'Isère, rivière qui borde la partie orientale du territoire communal, mais assez loin du bourg, ce qui s'explique pour des raisons historique face aux risques de crues. Cette rivière est donc située à la limite orientale du territoire de Veurey-Voroize. Ses affluents ou sous-affluents dans la commune sont :
  - La Voroize, torrent originaire du massif du Vercors, ayant sa source sur le territoire de la commune, à la limite des communes de Montaud et de Noyarey.
  - Le Ruisset, petit cours d'eau canalisé en provenance de Noyarey et qui rejoint la Voroize au pied du bourg.
  - Le Torrent du Gorgeat qui s'écoule vers l'Isère depuis le hameau du Petit Port, au nord de la commune.

### Climat
Pour des articles plus généraux, voir Climat d'Auvergne-Rhône-Alpes et Climat de l'Isère.
En 2010, le climat de la commune est de type climat des marges montargnardes, selon une étude du Centre national de la recherche scientifique s'appuyant sur une série de données couvrant la période 1971-2000. En 2020, Météo-France publie une typologie des climats de la France métropolitaine dans laquelle la commune est exposée à un climat de montagne ou de marges de montagne et est dans la région climatique Alpes du nord, caractérisée par une pluviométrie annuelle de 1 200 à 1 500 mm, irrégulièrement répartie en été.
Pour la période 1971-2000, la température annuelle moyenne est de 11,8 °C, avec une amplitude thermique annuelle de 19,1 °C. Le cumul annuel moyen de précipitations est de 1 282 mm, avec 9,8 jours de précipitations en janvier et 7,2 jours en juillet. Pour la période 1991-2020, la température moyenne annuelle observée sur la station météorologique de Météo-France la plus proche, « Coublevie », sur la commune de Coublevie à 9 km à vol d'oiseau, est de 13,0 °C et le cumul annuel moyen de précipitations est de 1 121,0 mm,. Pour l'avenir, les paramètres climatiques de la commune estimés pour 2050 selon différents scénarios d'émission de gaz à effet de serre sont consultables sur un site dédié publié par Météo-France en novembre 2022.

#### Températures minimales et maximales enregistrées en 2012, 2014 et 2016
- 2012

| Mois                              | jan. | fév. | mars | avril | mai  | juin | jui. | août | sep. | oct. | nov. | déc. |
| --------------------------------- | ---- | ---- | ---- | ----- | ---- | ---- | ---- | ---- | ---- | ---- | ---- | ---- |
| Température minimale moyenne (°C) | 0    | −4,7 | 2,3  | 7     | 10,6 | 14,6 | 15,1 | 15,5 | 11,5 | 8,9  | 3,6  | 0,1  |
| Température maximale moyenne (°C) | 7,2  | 4,2  | 18,4 | 17,6  | 23,4 | 26,9 | 27,7 | 29,5 | 23,1 | 18,2 | 12   | 6,6  |

- 2014

| Mois                              | jan. | fév. | mars | avril | mai  | juin | jui. | août | sep. | oct. | nov. | déc. |
| --------------------------------- | ---- | ---- | ---- | ----- | ---- | ---- | ---- | ---- | ---- | ---- | ---- | ---- |
| Température minimale moyenne (°C) | 1,1  | 2    | 2,7  | 7,2   | 9,2  | 13,9 | 15,1 | 14,3 | 12,6 | 9,5  | 5    | 1,4  |
| Température maximale moyenne (°C) | 8,9  | 11,3 | 16,4 | 19,9  | 21,5 | 27,6 | 24,8 | 25,4 | 24,4 | 21,3 | 13,9 | 8,1  |

- 2016

| Mois                              | jan. | fév. | mars | avril | mai  | juin | jui. | août | sep. | oct. | nov. | déc. |
| --------------------------------- | ---- | ---- | ---- | ----- | ---- | ---- | ---- | ---- | ---- | ---- | ---- | ---- |
| Température minimale moyenne (°C) | 1,6  | 3    | 2,7  | 7,1   | 9,5  | 14,5 | 15,7 | 14,6 | 12,9 | 7    | 3,9  | −3,8 |
| Température maximale moyenne (°C) | 9,3  | 11,3 | 13,4 | 17,1  | 21,3 | 25,8 | 28,8 | 29,1 | 26,6 | 16,8 | 11,6 | 6,6  |

### Voie routières

#### L'autorouteA48(autoroute Lyon - Grenoble)
L’autoroute A48 est une voie autoroutière permettant la liaison de Lyon à Grenoble. Elle est connectée avec l'A480 à Sassenage et avec l'A49 à Voreppe, non loin de Veurey-Voroize. Cette autoroute est gérée par la société AREA.
La bretelle de sortie no 12 et no 13 permet de rejoindre l'entrée est de la commune de Veurey-Voroize, après la traversée du pont sur l'Isère pour rejoindre la route départementale 1532. La sortie n°13 nécessite l'usage d'une rond-point avant Voreppe.
- 12 Veurey à 45 km : Valence par RD 1532, Voreppe
- 13 Voreppe à 51 km : Lyon par RD 1085 et Voiron par RD 1075, Voreppe (demi-échangeur orienté vers Grenoble)

#### L'ancienne route nationale 532
L'ancienne route nationale 532 ou « RN 532 » est une route nationale française reliant Saint-Péray (Ardèche) à Grenoble (Isère).
En 2006, la route nationale 532 a été déclassée dans le département de l'Isère en « RD 1532 ».
Cette route traverse le territoire de Veurey-Voroize depuis le Nord, limite de la commune de Saint-Quentin-sur-Isère) et vers le Sud, commune de Noyarey sous la dénomination d'«avenue de Valence».

#### Les routes secondaires
La route départementale 218 (RD218), anciennement dénommée route d'Autrans fut créée à l'occasion des Jeux olympiques d'hiver de 1968 organisés à Grenoble. Cette route qui monte jusqu'au bourg de Montaud est cependant fermée au-delà du hameau des Coings, la voie s’étant effondrée en 1992 et laissant le tunnel du Mortier inaccessible par la route, le conseil départemental de l'Isère, gestionnaire de la voirie, n'ayant pas voulu engager des travaux longs et importants pour reconstruire la route pour des raisons de coût.

### Modes de transport

#### Lignes d'autobus

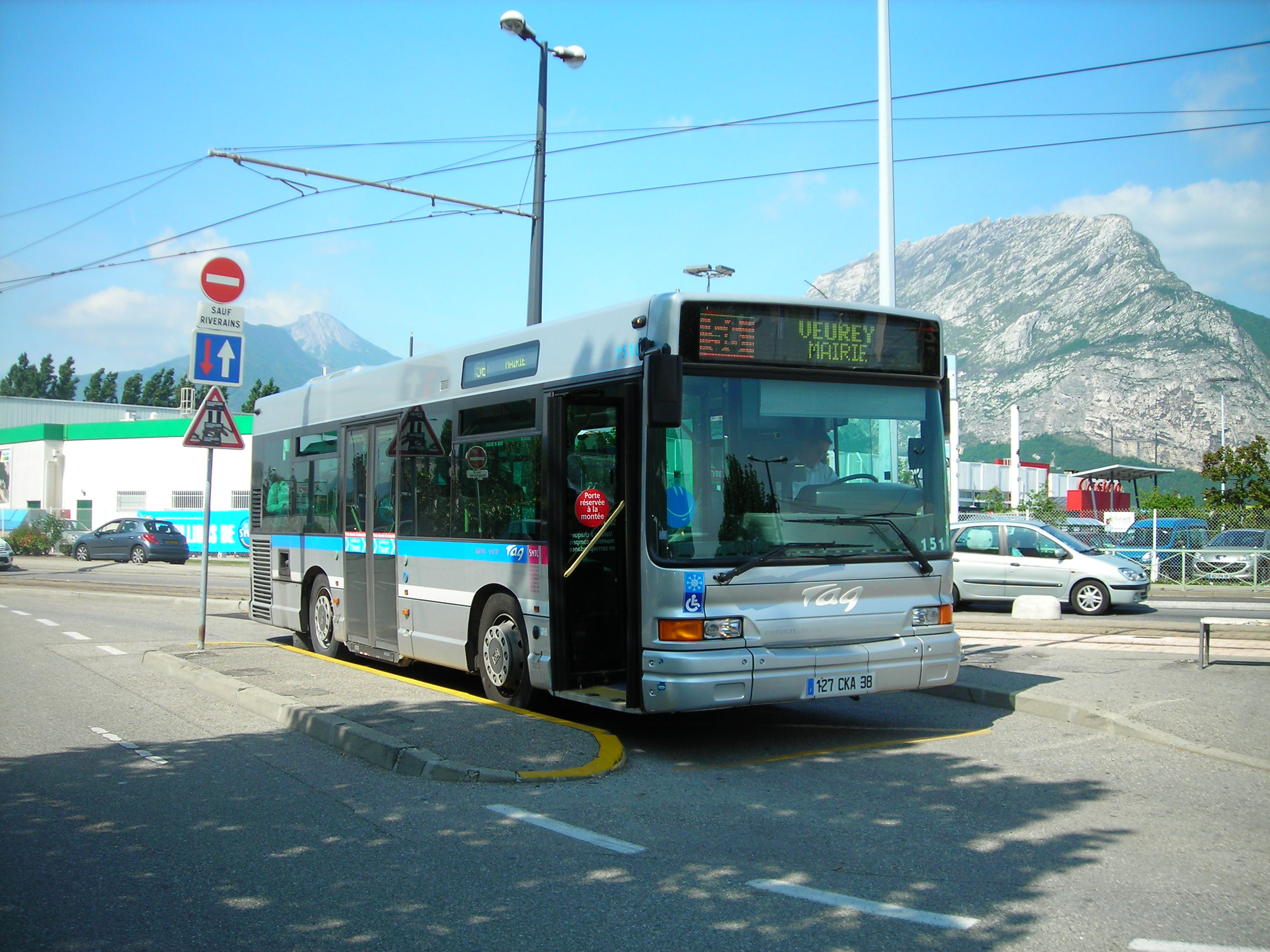
La ligne de bus no 20 a remplacé en 2014 la ligne no 56 pour desservir Veurey-Voroize.

La commune de Veurey-Voroize qui fut, entre 1895 et 1938, reliée à Grenoble par une ligne de l'ancien réseau de tramway de Grenoble, est toujours reliée au réseau de transports en commun de l'agglomération de Grenoble (réseau TAG), notamment par deux lignes de bus.
- La ligne de bus Proximo no 20

qui relie Veurey-Voroize (Mairie) avec la commune de Noyarey (Mairie), la commune de Fontaine et la commune de Seyssinet-Pariset (Hôtel de Ville).
- La ligne de bus Flexo no 51

qui relie le haut de Veurey-Voroize (Châtelard) avec la commune de Saint-Égrève (gare), reliant ainsi la commune avec la ligne E du tramway de Grenoble.

#### Transport ferroviaire
La gare ferroviaire la plus proche est la gare ferroviaire SNCF de Saint-Égrève desservie par les trains régionaux du réseau TER Rhône-Alpes, celle-ci étant située à environ 7 km du centre de Veurey-Voroize.
Cette gare est reliée directement à la Gare de Grenoble, elle-même desservie par des TGV circulant sur les grandes lignes notamment en direction de Paris et Lyon.

## Urbanisme

### Typologie
Au 1er janvier 2024, Veurey-Voroize est catégorisée bourg rural, selon la nouvelle grille communale de densité à sept niveaux définie par l'Insee en 2022.
Elle appartient à l'unité urbaine de Grenoble, une agglomération intra-départementale regroupant 38  communes, dont elle est une commune de la banlieue,,. Par ailleurs la commune fait partie de l'aire d'attraction de Grenoble, dont elle est une commune de la couronne,. Cette aire, qui regroupe 204 communes, est catégorisée dans les aires de 700 000 habitants ou plus (hors Paris),.

### Occupation des sols
L'occupation des sols de la commune, telle qu'elle ressort de la base de données européenne d’occupation biophysique des sols Corine Land Cover (CLC), est marquée par l'importance des forêts et milieux semi-naturels (68,8 % en 2018), une proportion sensiblement équivalente à celle de 1990 (68,4 %). La répartition détaillée en 2018 est la suivante : 
forêts (68,8 %), zones agricoles hétérogènes (13,6 %), zones industrielles ou commerciales et réseaux de communication (6,1 %), zones urbanisées (4,2 %), eaux continentales (3,1 %), prairies (2,6 %), terres arables (1,7 %). L'évolution de l’occupation des sols de la commune et de ses infrastructures peut être observée sur les différentes représentations cartographiques du territoire : la carte de Cassini (XVIIIe siècle), la carte d'état-major (1820-1866) et les cartes ou photos aériennes de l'IGN pour la période actuelle (1950 à aujourd'hui).

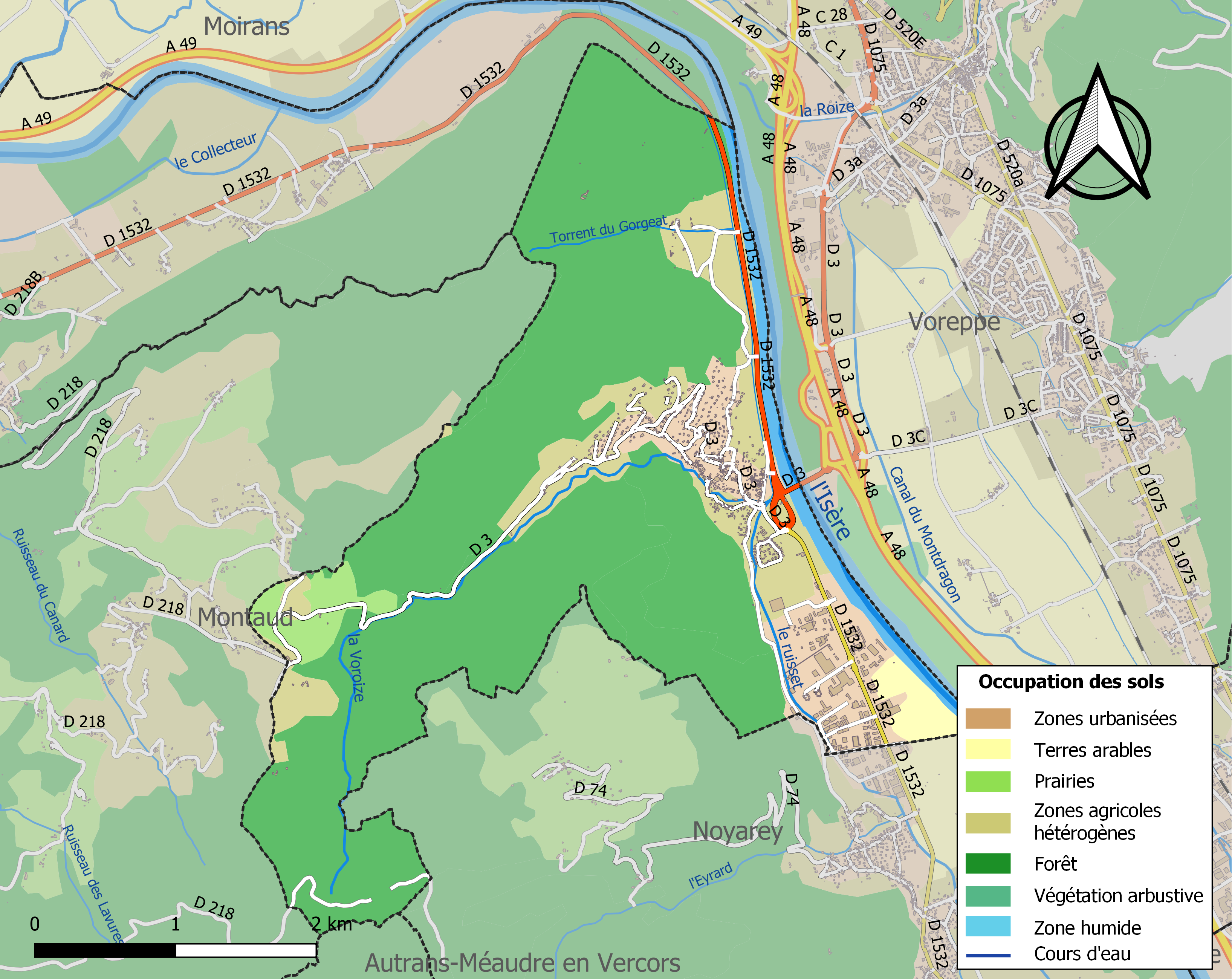
Carte des infrastructures et de l'occupation des sols de la commune en 2018 (CLC).

### Morphologie urbaine
La commune de Veurey-Voroize est constituée d'un bourg central et de quelques hameaux dont certains ne constituent plus qu'une seule agglomération avec le bourg central. Il existe encore quelques exploitations agricoles dans la vallée et une très grande surface forestière sur les hauteurs.

### Lieux-dits, hameaux et écarts
Voici, ci-dessous, la liste la plus complète possible des divers hameaux, quartiers et lieux-dits résidentiels urbains comme ruraux (ainsi que les écarts) qui composent le territoire de la commune de Veurey-Voroize, présentés selon les références toponymiques fournies par le site géoportail de l'Institut géographique national. Les principaux hameaux et lieux-dits sont indiqués en caractères gras.
| - les Bains - Saint-Ours - le Petit Port - Le Grand Clapier - Morestel - le Béryl | - le Verderet - le Chatelard - le Petit Chatelard - le Grand Chatelard - l'Egalen (ou Croix de l'Eygalen) | - Lespinasse - Côte Maillet - Brunetière - la Charrière - l'Emporey - les Barmettes | - Font Chaude - la Bournay - les Jayères - les Cordées - Bretonnières - les Perrières |

### Eau et assainissement
La collectivité de Grenoble Alpes Métropole détient la gestion du cycle de l’eau sur l'ensemble des 49 communes de son territoire assurant la protection des ressources, la production d’eau potable, la distribution aux usagers, ainsi que la collecte et le traitement des eaux usées.

### Risques naturels et technologiques

#### Risques sismiques
L'ensemble du territoire de Veurey-Voroize est situé en zone de sismicité n°4 (sur une échelle de 1 à 5), comme l'ensemble des territoires des communes de l'agglomération grenobloise.
| Type de zone | Niveau            | Définitions (bâtiment à risque normal) |
| ------------ | ----------------- | -------------------------------------- |
| Zone 4       | Sismicité moyenne | accélération = 1,6 m/s2                |

#### Autres risques
Veurey-Voroize est une des trente-sept communes du département de l'Isère classée pour le risque incendie de forêt.

## Toponymie
À l'origine Castrum Voreii, dont la racine Voreium peut évoquer un rocher. Le nom de la cité voisine de Voreppe semble avoir la même origine. Le linguiste Albert Dauzat compare l'élément Vor à celui de Voiron qu'il considère comme une évolution de l'indo-européen kar signifiant « pierre ». Le nom de Veurey a évolué avec le temps : Voroi, Vorey, Vourey, Veurey. Le nom de Voroize qui a été ajouté est celui du torrent qui traverse le village, pour ne pas confondre la commune avec celle de Vourey située quelques kilomètres plus au nord.

## Histoire
Pour un article plus général, voir Histoire de l'Isère.

### Antiquité
- La période gauloise

Durant cette période le site de Veurey-Voroize, proche d'une grande courbe de l'Isère, située légèrement plus au nord, correspondait à la limite méridionale du territoire des Allobroges, ensemble de tribus gauloises occupant l'ancienne Savoie, le nord et le centre du Dauphiné actuel, faisant ainsi face aux limite du territoire de la tribu des Vertamocores, associée au peuple Voconce qui occupait le massif du Vercors, situé plus au sud.
- L'hypothèse du passage de Hannibal

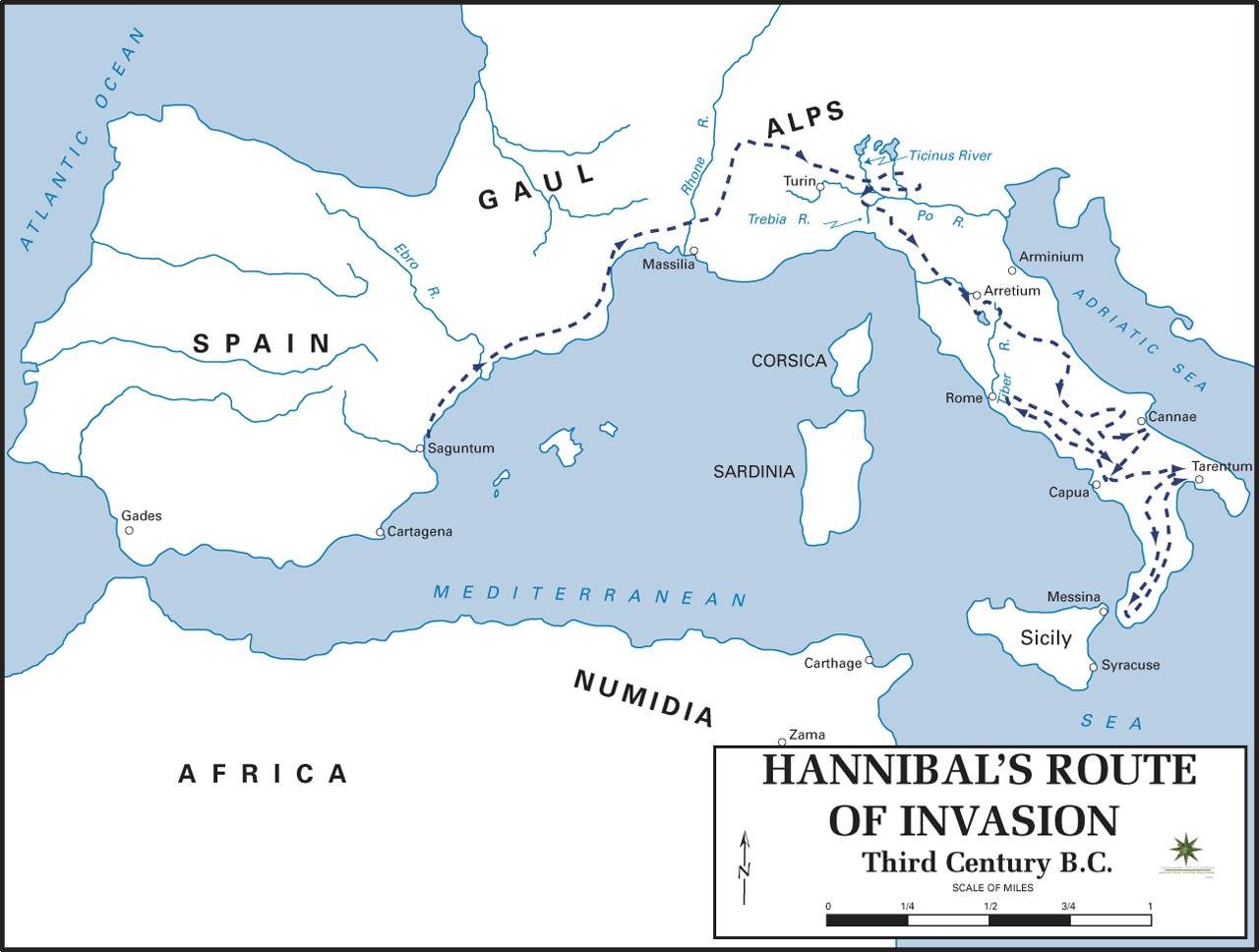
Route supposée de Hannibal. Document conservée par le Department of History (United States Military Academy)

Certains historiens, dont l'académicien et historien militaire Paul Azan, évoquent la possibilité que le grand général et stratège carthaginois Hannibal Barca ait pu passer par Montaud et Veurey-Voroize avant de traverser les Alpes, partir à la conquête de la péninsule Italienne et ainsi rencontrer les troupes de l'Empire romain qu'il vainquit par deux fois au lac Trasimène et à Cannes (Italie).
Le scientifique, docteur en médecine et archéologue amateur français Marc-Antoine de Lavis-Trafford (1880-1960), installé à Bramans dans la vallée de la Haute-Maurienne, a notamment défendu la thèse du passage du général Hannibal Barca, de ses troupes, fantassins, cavaliers et ses célèbres éléphants par la basse vallée de l'Isère et donc par le site de Montaud, non encore édifié, mais seul accès possible pour ne pas entraîner les pachydermes dans les marais du Bec de l'Échaillon qui marque l'entrée de la cluse de Voreppe, impraticable jusqu'à une époque récente (ceux-ci sont situés à égal de distance des bourgs actuels de Saint-Quentin sur Isère et de Veurey-Voroize). Le Dr Lavis-Trafford fit effectuer des fouilles dans les environs immédiats du bourg de Montaud, mais elles ne donnèrent aucun résultat probant.
Aucune artefact de nature archéologique (armes, ossements) n'ayant encore été découverte à Montaud, Veurey-Voroize et leurs environs, rien ne peut donc étayer cette hypothèse, ni l'infirmer, d'ailleurs. La thèse reste donc, jusqu'à présent, recevable. Un site web bien documenté présentent les différentes hypothèses, ainsi que les textes originaux (traduits) de Tite-Live et de Polybe sur la question.
- La période romaine

Les carrières située au Bec de l'Échaillon (pointe septentionale[Quoi ?] du Vercors) ont été exploitées au cours du Ier siècle.
Des fouilles effectuées devant l’église Saint-Georges de Veurey ont permis de mettre au jour une villa romaine datant des deux premiers siècles de notre ère. Selon le livre évoquant l'Histoire des communes de l'Isère, le site actuel du village a probablement été un camp retranché établi par les généraux de César. Diverses fouilles ont permis de mettre au jour une voie romaine, ainsi que 8 kg de monnaie à l’effigie des empereurs Valérien à Claude.

### Moyen Âge et Renaissance
Le 14 septembre 1219, un violent orage apporte un surplus d'eau qui provoque la rupture du barrage en pleine nuit et la vidange complète d'un lac formé en 1191 en amont dans la plaine du Bourg-d'Oisans. Grenoble et les paroisses des vallées du Drac et de l'Isère, à l'instar de Veurey, subissent des inondations qui entraînent de nombreux dégâts, particulièrement au niveau de sa batellerie.
Propriété des seigneurs de Sassenage durant le Moyen Âge, la terre de Veurey passe en 1531 aux Vachon, illustre famille de parlementaires du Dauphiné installée à Virieu. L'inventaire de 1589 indique l'existence de vingt fours banaux au village et plusieurs moulins sur la Voroize, des vignes, des vergers, des noiseraies et des châtaigneraies. De nombreuses activités commerciales sont évoquées telles que des tisserands, des chapeliers, un maréchal-ferrant, des boulangers, des cordonniers.
Du XVIe siècle au XVIIe siècle, la terre de Veurey passe de la famille Vachon à la famille De Chaulnes (originaire de Noyarey), puis De Chissé.

### Les Temps Modernes
Au XVIIIe siècle, de nombreuses inondations associées à des hivers très froids affectent le village et les terres agricoles qui l'entourent.

### Époque contemporaine
Jusqu'à la fin de l'année 1852, un bac à péage permettait de relier les deux rives de l'Isère entre Voreppe et Veurey, cependant un pont est construit durant cette période et celui-ci est inauguré le 1er janvier 1853 pour être ouvert à la circulation le 14 mars 1853.

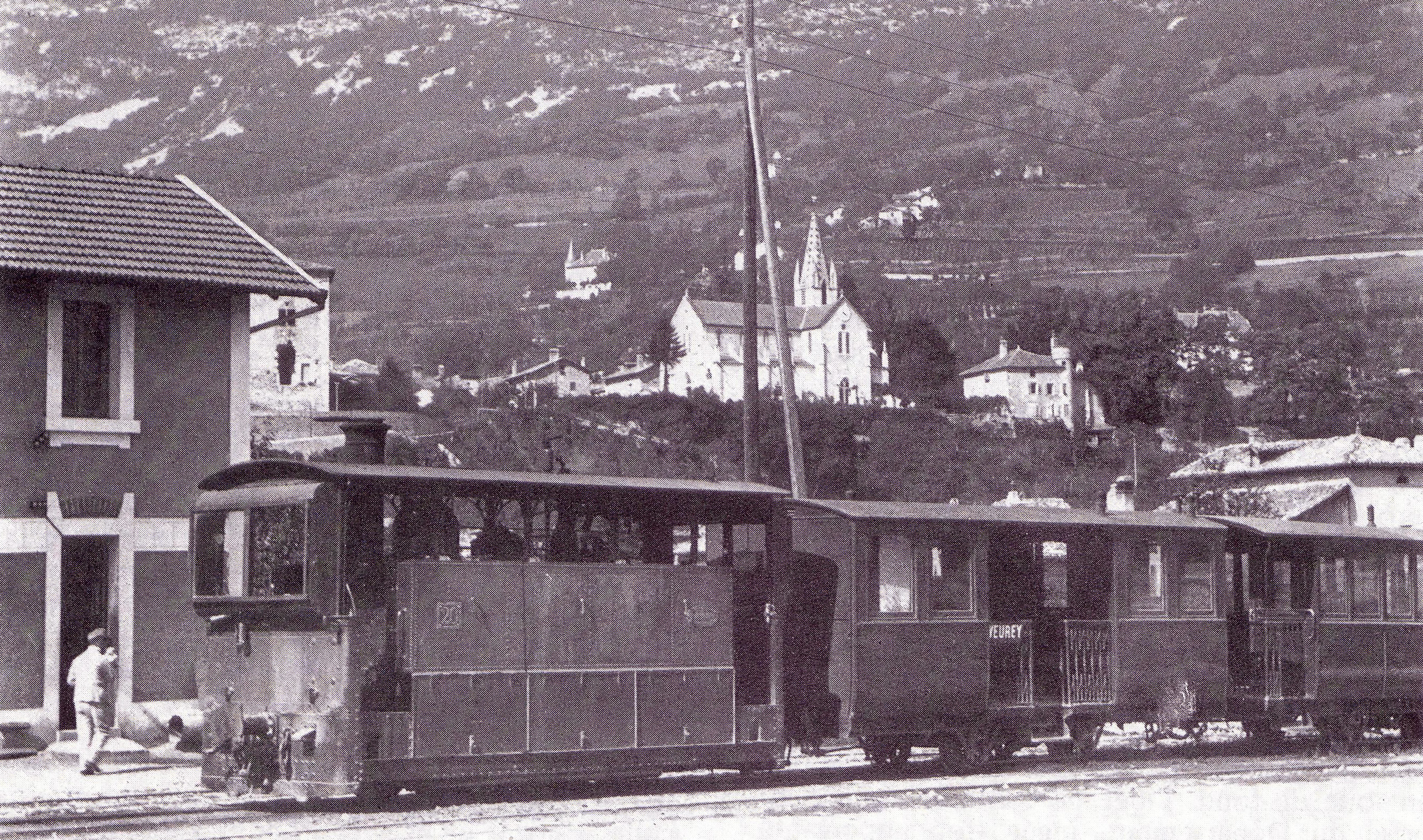
Une rame de tramway à vapeur à Veurey, entre 1895 et 1902.

De 1895 à 1938, la commune fut desservie par une ligne de tramway qui la reliait à Grenoble via Fontaine - Sassenage - Noyarey.

En 1928, une forte crue l'Isère, entraîne une très importante inondation de toute la vallée. Le 27 octobre, Le Petit Dauphinois, journal régional de l'époque relate la montée des eaux en ces termes :
« 
Pour aller à Veurey, il faut donc passer contre le flanc de la montagne, par un sentier qui date de mardi seulement. Mais quel sentier ! Il monte à pic, puis redescend au niveau de l’eau...
Enfin après une heure d’acrobatie une heure passée à la conquête d’un équilibre qui vous fuit sans cesse, vous arrivez au village. À Veurey, les belvédères sont nombreux qui permettent de contempler le triste spectacle de la plaine inondée.
Toute la partie basse de Veurey est dans l’eau. Entre le pont et les premières maisons, les eaux courent à une vitesse terrifiante. Quant au pont, il parait avoir été désossé du côté de Voreppe où la maçonnerie seule a subsisté, supportant la pile qui penche d’une façon inquiétante...  »
En 1932, le conseil municipal de Veurey propose de transformer le nom de la commune en Veurey-Voroize afin d'éviter les confusions avec la commune voisine de Vourey, située de l'autre côté de l'Isère. Cette proposition sera officialisée la même année.

## Politique et administration

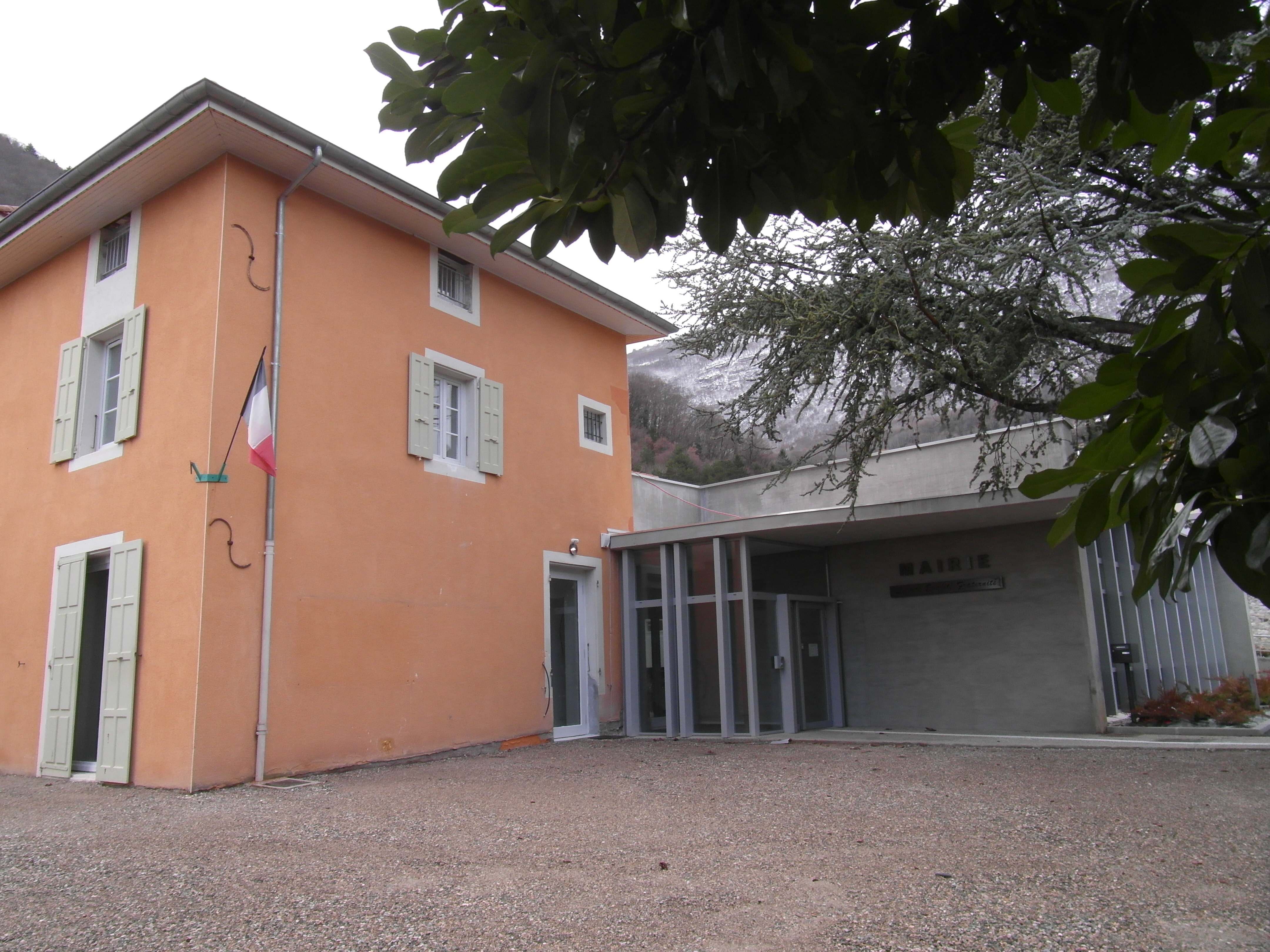
Entrée de la mairie de Veurey-Voroize

### Administration municipale
La population de ville se situant entre 1 000 et 1 500 habitants, le conseil municipal est composé de quinze membres (sept femmes et huit hommes) dont une maire, quatre adjoints au maire, sept conseillers délégués et trois conseillers municipaux formant le groupe d'opposition.
La mairie, son service de l'État civil, les bureaux des élus et divers services municipaux sont situés au cœur du centre ancien, à proximité du principal parc de la commune. Le bâtiment de l'hôtel de ville a été rénové avec l'ajout d'un bâtiment annexe en 2017.

### Tendances politiques et résultats

#### Élections municipales
Lors des élections municipales et territoriales de 2014, la liste dirigée par M. Guy Jullien (Veurey-Ensemble) obtient 419 voix et 100% des suffrages et est élue dès le premier tour. Guy Jullien est ensuite reconduit dans ses fonctions de maire de la commune.
En 2020, c'est la liste conduite par Pascale Rigault qui est élue, cette dernière étant nommée maire par le nouveau conseil municipal.

### Liste des maires
| Période                                  | Période                     | Identité        | Étiquette | Qualité           |
| ---------------------------------------- | --------------------------- | --------------- | --------- | ----------------- |
| Les données manquantes sont à compléter. |                             |                 |           |                   |
| maire en 1934                            |                             | M. Picq         | SFIO      |                   |
| Les données manquantes sont à compléter. |                             |                 |           |                   |
| 2001                                     | 2007                        | Daniel Zenatti  | -         | -                 |
| 2007                                     | mai 2020                    | Guy Jullien     | DVG       | Chef d'entreprise |
| mai 2020                                 | En cours (au 1er juin 2020) | Pascale Rigault |           |                   |

### Jumelages
La ville est jumelée avec :
- Castiglion Fibocchi (Italie) depuis 1991[36] ;
- Deschaillons-sur-Saint-Laurent (Canada).

## Population et société

### Démographie
L'évolution du nombre d'habitants est connue à travers les recensements de la population effectués dans la commune depuis 1793. Pour les communes de moins de 10 000 habitants, une enquête de recensement portant sur toute la population est réalisée tous les cinq ans, les populations de référence des années intermédiaires étant quant à elles estimées par interpolation ou extrapolation. Pour la commune, le premier recensement exhaustif entrant dans le cadre du nouveau dispositif a été réalisé en 2004.

En 2022, la commune comptait 1 392 habitants, en évolution de −3,33 % par rapport à 2016 (Isère : +3,07 %, France hors Mayotte : +2,11 %).
| 1793 | 1800 | 1806 | 1821 | 1831 | 1836 | 1841 | 1846 | 1851 |
| ---- | ---- | ---- | ---- | ---- | ---- | ---- | ---- | ---- |
| 890  | 780  | 880  | 904  | 829  | 823  | 835  | 870  | 866  |

| 1856 | 1861 | 1866 | 1872 | 1876 | 1881 | 1886 | 1891 | 1896 |
| ---- | ---- | ---- | ---- | ---- | ---- | ---- | ---- | ---- |
| 785  | 786  | 829  | 783  | 797  | 797  | 787  | 690  | 681  |

| 1901 | 1906 | 1911 | 1921 | 1926 | 1931 | 1936 | 1946 | 1954 |
| ---- | ---- | ---- | ---- | ---- | ---- | ---- | ---- | ---- |
| 677  | 625  | 546  | 473  | 485  | 470  | 511  | 370  | 506  |

| 1962 | 1968 | 1975 | 1982  | 1990  | 1999  | 2004  | 2006  | 2009  |
| ---- | ---- | ---- | ----- | ----- | ----- | ----- | ----- | ----- |
| 436  | 521  | 661  | 1 020 | 1 080 | 1 317 | 1 383 | 1 365 | 1 386 |

| 2014  | 2019  | 2022  | - | - | - | - | - | - |
| ----- | ----- | ----- | - | - | - | - | - | - |
| 1 439 | 1 433 | 1 392 | - | - | - | - | - | - |

### Enseignement
Rattachée à l'académie de Grenoble, la commune gère deux écoles sur son territoire, une école maternelle comprenant deux classes et une école primaire avec quatre classes.

### Équipement et clubs sportifs
Le village compte divers équipements sportifs :
- Un stade de football dans le secteur des Glairettes
- Un terrain omnisports (basket-ball / hand-ball) près de l'école primaire
- Une salle polyvalente Louis-Richerot dans le bourg
- Un skatepark dans le secteur des Glairettes
- Un court de tennis dans le secteur des Glairettes

### Médias
La mairie publie un journal local destiné aux citoyens de la commune

#### Presse écrite
- Veurey-Voroize Mag Info

Ce périodique municipal est distribué tous les mois (une seule édition en juillet-août) dans les boîtes aux lettres des résidents de la commune. Les anciennes éditions de cette revue sont consultables sur le site internet de la mairie
Un grand organe de la presse écrite régionale est distribué sur le territoire de la commune de Veurey-Voroize, en vente chez le marchand de journal local. Le siège de la société de Presse publiant ce quotidien est situé sur le territoire de la commune.
- Le Dauphiné libéré

Historiquement, le quotidien à grand tirage Le Dauphiné libéré, dont le siège est installé dans la commune, consacre, chaque jour, y compris le dimanche, dans son édition de Grenoble-Vercors, un ou plusieurs articles liés à l'actualité de la commune ou du canton, ainsi que des informations au sujet d'éventuelles manifestations locales, de travaux routiers, et d'autres événements divers à caractère local.

#### Presse audiovisuelle
Ici Isère est la radio publique qui émet sur son territoire ainsi que dans tout le département de l'Isère.

### Cultes

#### Culte catholique
La paroisse dont dépendent les membres de la communauté catholique de Veurey-Voroize se dénomme « Paroisse Saint Michel du Drac » et le secrétariat paroissial est situé dans la commune de Fontaine. Un site internet présentant cette activité cultuelle permet de connaitre toutes les informations sur ce sujet

## Économie

### Secteur industriel et commercial

#### Entreprises
Le centre de presse du quotidien Le Dauphiné libéré se trouve à Veurey-Voroize, ainsi que le centre de recherche et de production de Sofradir.
Sur le site de la Société Industrielle de Combustible Nucléaire (SICN) de Veurey-Voroize se trouve une ancienne usine de fabrication de combustibles nucléaires, arrêtée en 2002 et démantelée depuis par Areva.
Le 1er avril 2019 Sintertech, un des premiers employeurs de la commune 311 salariés dont 135 localement, est placé en redressement judiciaire.

### Secteur sylvicole
La commune fait partiellement partie de l'aire géographique de production et transformation du « Bois de Chartreuse », la première AOC de la filière Bois en France.

### Secteur agricole
Veurey-Voroize est une des communes d'un secteur de vignobles pouvant revendiquer le label IGP « Coteaux-du-grésivaudan », comme la plupart des communes de la moyenne vallée de l'Isère (Grésivaudan et cluse de Voreppe).

## Culture locale et patrimoine

### Lieux et monuments

#### Monuments civils

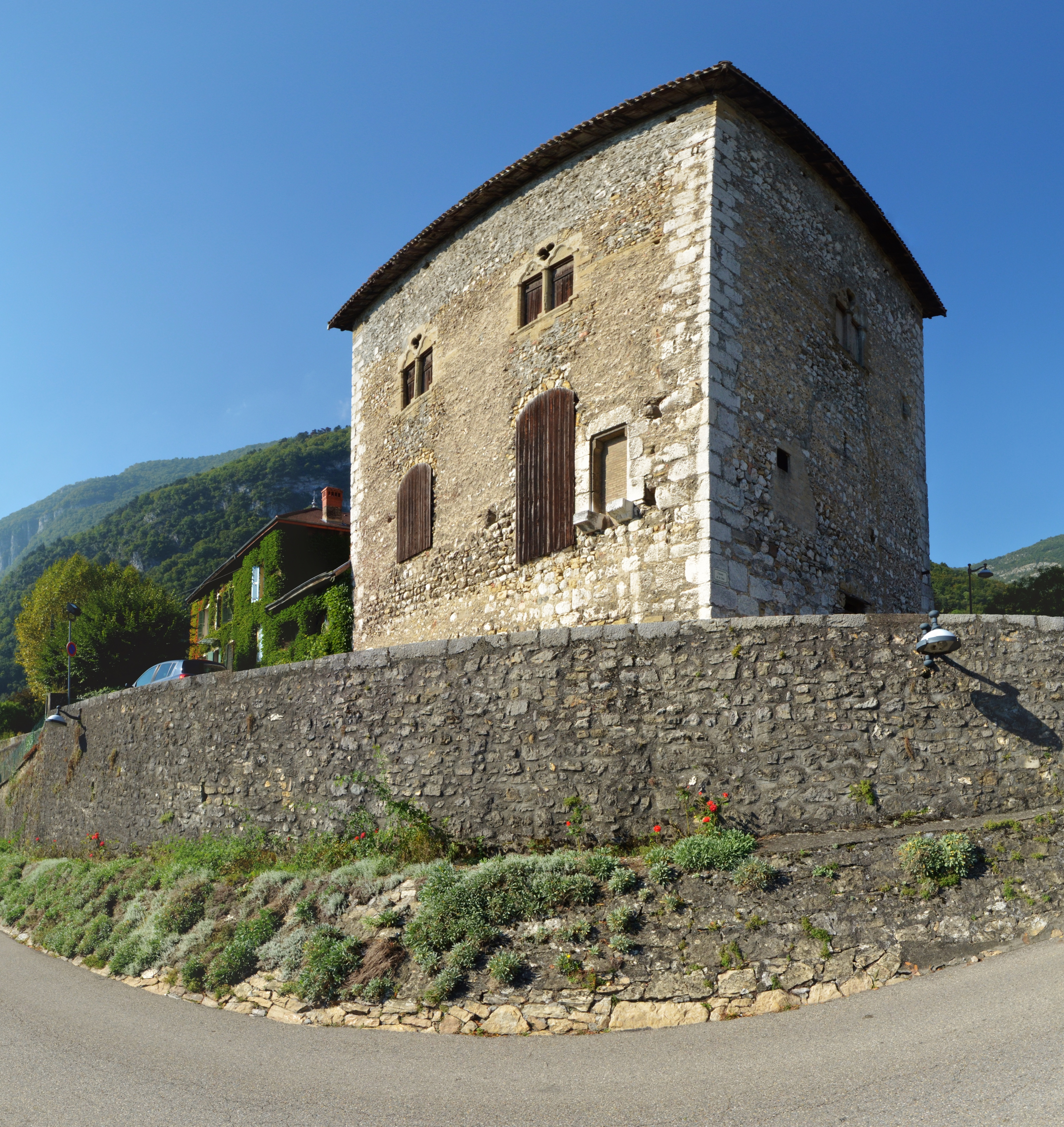
La tour des Templiers

##### La Tour des Templiers
Les vestiges de la maison forte dite Tour des Templiers,  Inscrit MH (1984, partiellement), date du XIIIe siècle ou du XIVe siècle.
Construite sur une terrasse, la tour date probablement de la seconde moitié du XIIIe siècle mais elle ne fut reconnue comme commanderie de l'ordre des templiers qu'en 1314. Cette tour est considérée comme le seul vestige d'un ancien château delphinal. Son plan de 13 mètres sur 15 mètres est presque rectangulaire et sa construction soignée s'ouvre du côté de la rivière par d'élégantes baies géminées surmontées chacune d'une fenêtre ronde trilobée.

##### Les châteaux de Saint-Ours
- Le château de Saint-Ours de l'Échaillon

Édifiée au cours du XIVe siècle, au hameau du Petit-Port,.
Il s'agit d'une maison forte, première demeure des seigneurs de Saint-Ours. Située à deux kilomètres au nord du bourg et entièrement restaurée au XXe siècle afin d'être aménagée en gite rural.
- Le château de Saint-Ours à Veurey, habité par les seigneurs du château de Saint-Ours de l'Échaillon quand ceux-ci quittèrent la demeure au Petit Port au XVIe siècle[49].

Ce petit château à tour pointue situé à une centaine de mètres au sud de la Tour des Templiers. Le bâtiment fut ravagé par un incendie au cours du XVIIIe siècle, puis il fut reconstruit en 1850 dans un style sobre et abrite la médiathèque municipale.

##### Le château des Chorot de Boisverd
Cet élégant manoir, érigé au cours XVe siècle, est situé à proximité de l'église Saint-Georges. L'édifice a fortement été remanié au fil des siècles depuis sa création. Un cèdre géant est installé dans son jardin. Ce manoir a hébergé deux personnalités historiques
- Le Dauphin de France Louis II, futur roi de France Louis XI, grand chasseur d'ours.
- Théodore Chabert, général français de la Révolution et de l’Empire, qui repose au cimetière du village.

##### Les autres monuments locaux
- De nombreuses maisons anciennes sont situées dans le bourg, notamment dans la rue de la Gilbertière, présentent des éléments de XIIIe ou XIVe siècle[49].
- Le monument aux morts.

#### Monuments religieux

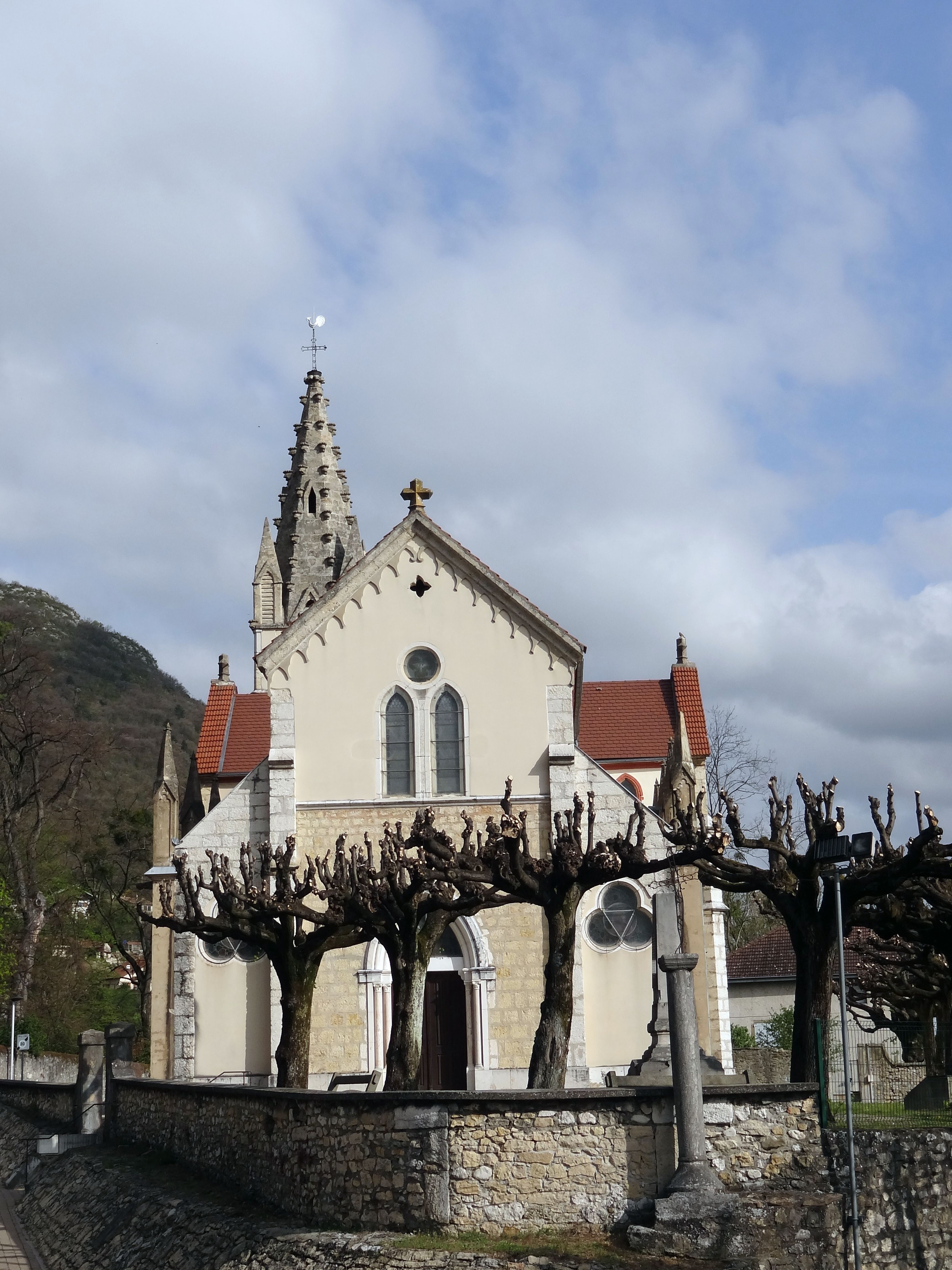
L'église.

- Église paroissiale Saint-Georges, en style néo-gothique, construite en 1853 sur les ruines d'une église du XIe siècle[49].
- La croix de l'Eygalen[52].
- Chapelle funéraire de Saint-Ours[49].

### Patrimoine naturel
Le site du bec de l'Échaillon présente un sentier nature (dont une partie se présente sous la forme d'une ancienne voie romaine) qui conduit au plateau Saint-Ours, puis à un petit belvédère dominant la cluse de l'Isère, en limite du territoire communal. Le belvédère qui culmine à environ 620 m d'altitude est accessible par le même sentier pédestre se terminant en fourche.
L'étang des Perrières est un petit plan d'eau de 0,3 ha, situé en contrebas du bourg non loin du torrent de la Voroize.

### Personnalités liées à la commune
- Théodore Chabert(1758 - 1845) est un général français de la Révolution et de l’Empire dont la sépulture est située dans le cimetière du village.
- Vincent Rivier (1771 - 1838) fut maire de Grenoble de 1831 à 1835. Sa sépulture est également située dans le cimetière municipal.
- Yvick Letexier (né en 1993), plus connu sous le pseudonyme de Mister V, est un humoriste, vidéaste et rappeur, a passé son enfance dans le village[réf. nécessaire].

## Pour approfondir